# Breviceratops
Breviceratops ist eine wenig bekannte, umstrittene Gattung der Vogelbeckensaurier (Ornithischia) aus der Gruppe der Ceratopsia.
Von Breviceratops sind bislang nur unvollständige Schädel und vereinzelte Knochen des Körperskeletts bekannt. Es dürfte ein mittelgroßer, rund 2 Meter langer Vertreter der Protoceratopsidae gewesen sein. Die Schnauze war wie bei allen Ceratopsiern zugespitzt, allerdings auffallend kurz und schmal. Am Nasenbein befand sich ein kleines, flaches Horn. Am Zwischenkieferbein standen kleine, stiftförmige Zähne, die dahinter gelegenen Zähne waren blattförmig und wie bei allen Ceratopsiern auf eine pflanzliche Ernährung ausgerichtet.
Die fossilen Überreste von Breviceratops wurden in der mongolischen Provinz Ömnö-Gobi entdeckt und 1975 erstbeschrieben, allerdings noch unter der Bezeichnung Protoceratops kozlowskii. Erst 1990 wurde die eigene Gattung Breviceratops für diese Art errichtet, der Gattungsname leitet sich vom lateinischen brevis (=„kurz“) und dem griechischen keratops (=„Horngesicht“), einem häufigen Namensbestandteil der Ceratopsier, ab. Die Funde werden in die Oberkreide (Campanium) auf ein Alter von 84 bis 72 Millionen Jahre datiert.
Es ist umstritten, ob es sich bei Breviceratops um eine gültige Gattung handelt. Nach Meinung mancher Forscher handelt es sich um ein Jungtier von Bagaceratops.